# 坂野杏梨
坂野 杏梨（さかの あんり）は、日本の漫画家。大阪府出身。

## 作品リスト

### 連載
- 魔法株式会社（全1巻、2007年、『月刊コミックブレイド』）
- アイドルマスター Splash Red for ディアリースターズ（全3巻、2010年 - 2011年、『月刊ComicREX』）
- STEINS;GATE 比翼恋理のフューチャーはにー（全1巻、2012年、『月刊コミックブレイド』）
- 問題児たちが異世界から来るそうですよ? 乙（全3巻、原作：竜ノ湖太郎、キャラクター原案：天之有、『エイジプレミアム』）
- がくだん!（原作：竹井10日、2015年 - 2016年、『月刊コンプエース』）
- 異世界に語彙力があるとは限らない（全1巻、2016年 - 2018年（不定期）、『月刊コンプエース』、続編である第7話は単行本未収録）
- 陰の実力者になりたくて!（既刊16巻、原作：逢沢大介、2018年 - 連載中、『月刊コンプエース』）
- ギルドレ（全3巻、原作：朝霧カフカ、2019年 - 2021年、『ヤングマガジンサード』）
- 底辺冒険者だけど魔法を極めてみることにした 〜無能スキルから神スキルに進化した【魔法創造】と【アイテム作成】で無双する〜（既刊8巻、原作：蒼乃白兎、2021年 - 連載中、『ヤンマガWeb』）

### アンソロジー
- 猫あんそろじー（描き下ろし）『BOSS猫』掲載。（2008年、マッグガーデン）
- 女装少年アンソロジーコミック 桃組『告白』掲載。（2010年、一迅社）
- 女装少年アンソロジーコミック 蒼組『告白II』掲載。（2010年、一迅社）
- 女装少年アンソロジーコミック 桜組『告白III』掲載。（2011年、一迅社）
- 女装少年アンソロジーコミック すもも組『告白IV』掲載。（2011年、一迅社）
- 女装少年アンソロジーコミック りんご組『告白'X』掲載。（2011年、一迅社）
- ゆるゆりコミックアンソロジー VOL.2（2011年、一迅社）
- ゆるゆりコミックアンソロジー VOL.3（2011年、一迅社）

### 読み切り
- フリーライフ 異世界何でも屋奮闘記（『ヤングエースUP』掲載、2017年）
- 異世界で俺だけ魔王のペットに!?（原作：鏑木カヅキ、『ウルトラジャンプ』2022年6月号掲載[1]） - 「『ノベルアップ+』共同企画漫画原作プロットコンテスト 準グランプリ受賞」作品[1]

### イラスト
- 「ククク……。奴は四天王の中でも最弱」と解雇された俺、なぜか勇者と聖女の師匠になる（原作：延野正行、2021年 - 、カドカワBOOKS）